# Periplaneta fictor
Periplaneta fictor är en kackerlacksart som beskrevs av Karlis Princis 1966. Periplaneta fictor ingår i släktet Periplaneta och familjen storkackerlackor. Inga underarter finns listade i Catalogue of Life.